# Placidochromis communis
Placidochromis communis är en fiskart som beskrevs av Mark Hanssens 2004. Placidochromis communis ingår i släktet Placidochromis och familjen Cichlidae. Inga underarter finns listade i Catalogue of Life.